# Varanus dumerilii
Kỳ đà Dumeril (Varanus dumerilii)  là một thành viên của họ Varanidae tìm thấy trong khu vực Đông Nam Á. Nó được tìm thấy ở miền nam Miến Điện và phía bắc của eo đất Kra đến tỉnh Kanchanaburi ở Thái Lan. Varanus dumerilii cũng được tìm thấy ở bán đảo Malaysia, khắp Borneo, Sumatra, Riou và các đảo khác nhỏ hơn của Indonesia. Môi trường sống của chúng là rừng thường xanh dày đặc với độ ẩm cao  và đầm lầy ngập mặn.

## Hình ảnh

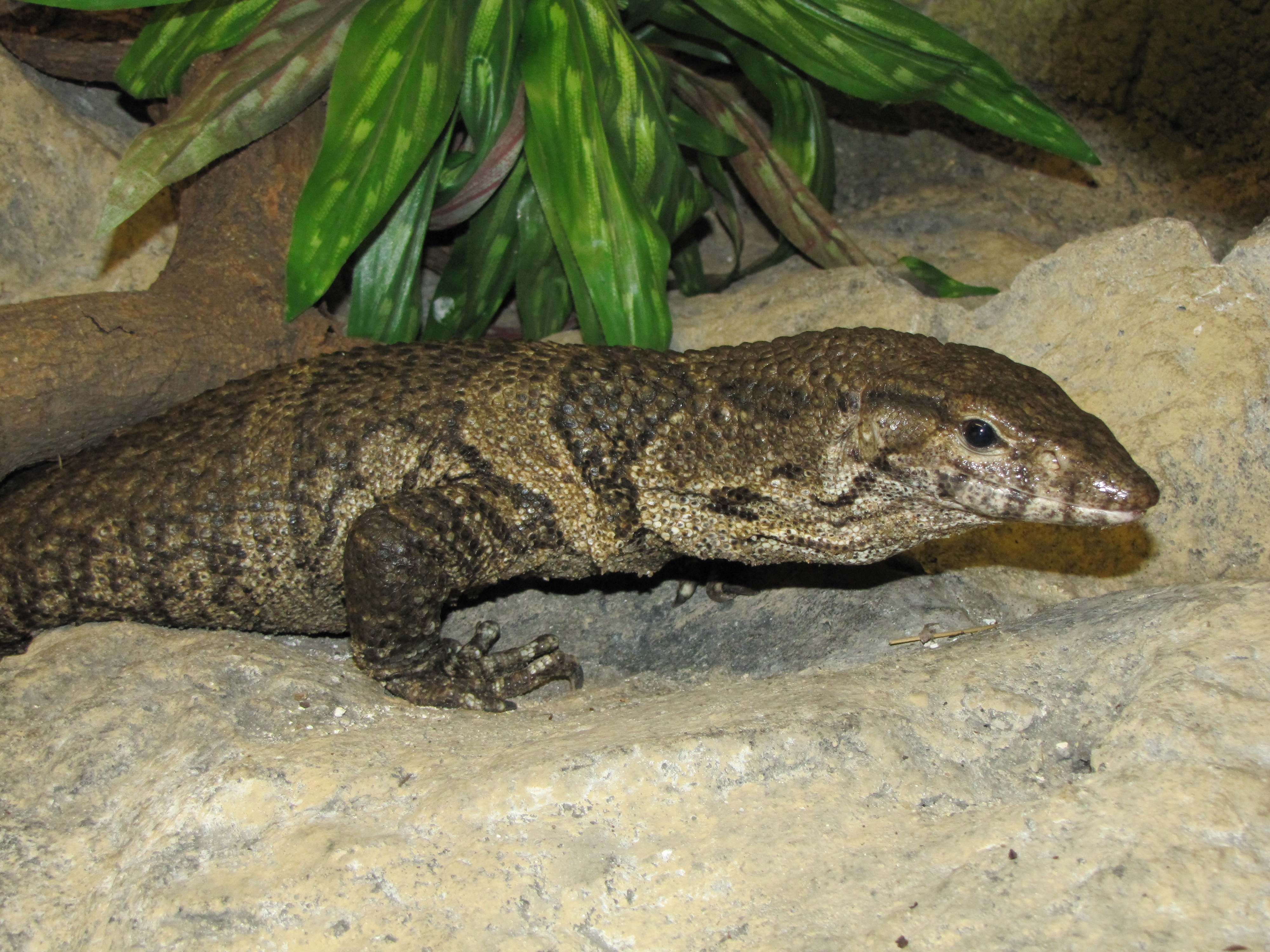
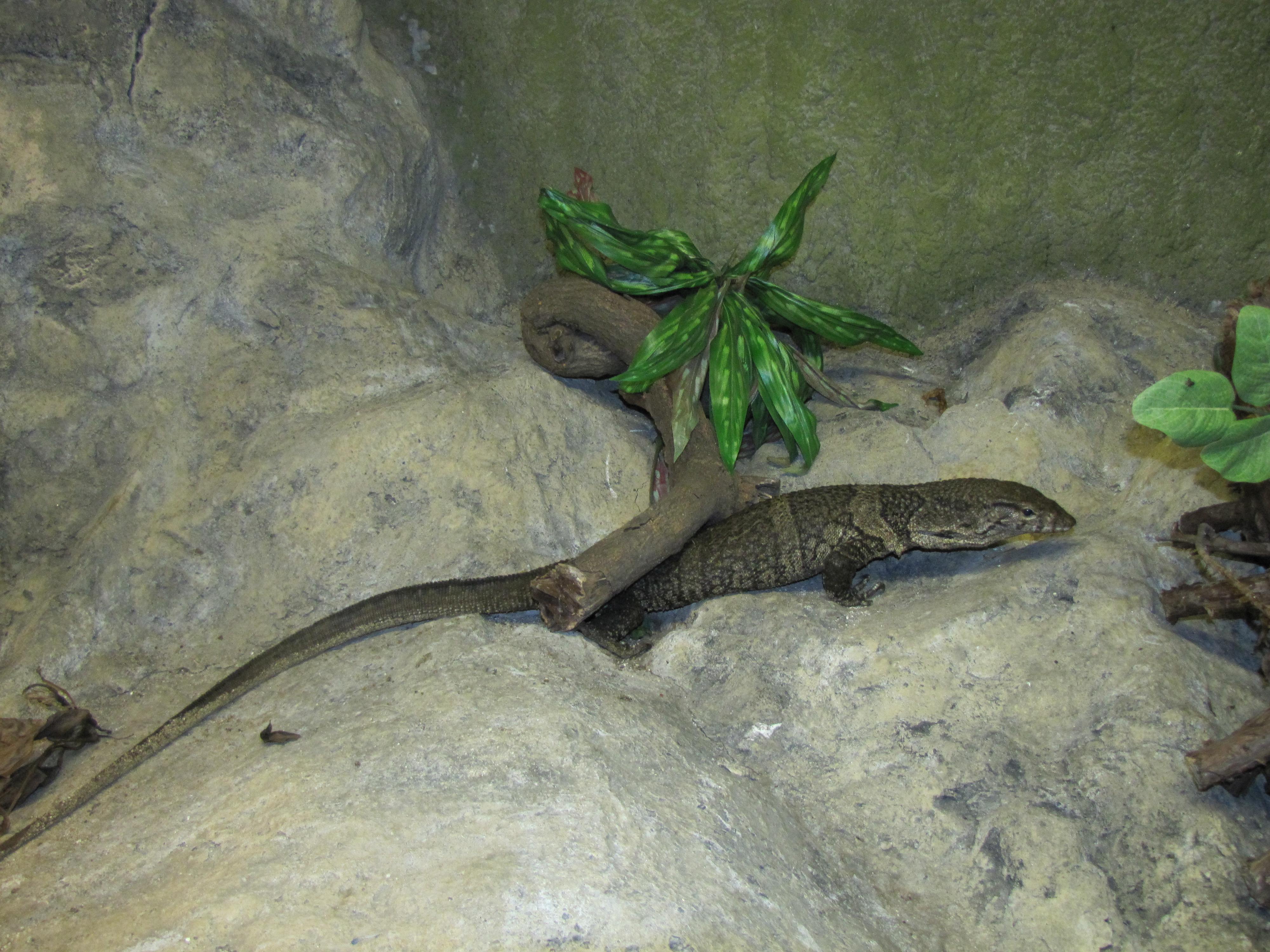